# Józef Turek (burmistrz Bochni)
Józef Turek (ur. 1801 w Bochni, zm. w 1882 tamże) – burmistrz Bochni w latach 1867–1876 oraz 1876–1879.

## Życiorys
W latach 1864–1870 oraz 1876-1879 pełnił funkcję burmistrza Bochni. Piastując urząd, przyczynił się m.in. do przywrócenia języka polskiego jako urzędowego w administracji szkolnictwie finansowanym przez miasto. Znał problemy gospodarki miejskiej. Za jego kadencji nastąpił znaczny wzrost dobrobytu miasta, zrealizowano wiele inwestycji. W 1869 roku założył Ochotniczą Straż Pożarną w Bochni. W okresie Wiosny Ludów w 1848 roku został powołany na naczelnika bocheńskiej Gwardii Narodowej. Jego szwagrem i przyjacielem był ks. Maksymilian Stanisławski.
Spoczywa na terenie cmentarza komunalnego przy ul. Orackiej w Bochni.
Jego imieniem nazwano jeden z placów w Bochni – Plac Turka.

## Literatura
- Zofia Bieńkowska, Burmistrzowie z okresu autonomii Galicji i II Rzeczypospolitej
- Konserwacja pomników nagrobnych rodzin Turków i Stanisławskich
- OSP Bochnia